# Catherine Roberge
Catherine Roberge (8 de febrero de 1982) es una deportista canadiense que compitió en judo.
Ganó tres medallas en los Juegos Panamericanos entre los años 2007 y 2015 y seis medallas en el Campeonato Panamericano de Judo entre los años 2005 y 2014.

## Palmarés internacional
| Juegos Panamericanos    | Juegos Panamericanos       | Juegos Panamericanos | Juegos Panamericanos |
| Año                     | Lugar                      | Medalla              | Categoría            |
| ----------------------- | -------------------------- | -------------------- | -------------------- |
| 2007                    | Río de Janeiro (Brasil)    | Medalla de bronce    | –70 kg               |
| 2011                    | Guadalajara (México)       | Medalla de plata     | –78 kg               |
| 2015                    | Toronto (Canadá)           | Medalla de bronce    | –78 kg               |
| Campeonato Panamericano |                            |                      |                      |
| Año                     | Lugar                      | Medalla              | Categoría            |
| 2005                    | Caguas (Puerto Rico)       | Medalla de bronce    | –70 kg               |
| 2006                    | Buenos Aires (Argentina)   | Medalla de bronce    | –70 kg               |
| 2008                    | Miami (Estados Unidos)     | Medalla de bronce    | –70 kg               |
| 2010                    | San Salvador (El Salvador) | Medalla de bronce    | –78 kg               |
| 2013                    | San José (Costa Rica)      | Medalla de plata     | –78 kg               |
| 2014                    | Guayaquil (Ecuador)        | Medalla de plata     | –78 kg               |